# میناموتو نو یوریماسا
میناموتو نو یوریماسا (به ژاپنی: 源 頼政 Minamoto no Yorimasa); ۱ ژانویهٔ ۱۱۰۶ – ۲۰ ژوئن ۱۱۸۰) شاعر، و نویسنده اهل ژاپن بود.
وی در دوره ای طولانی به هشت امپراتور مختلف ژاپن خدمت کرده بود و دارای پست‌هایی مانند «هیگو نو کامی» (رئیس زرادخانه) بود. وی همچنین یک جنگجو بود که در ابتدای جنگ گنپی ارتش خاندان میناموتو را رهبری می‌کرد. در درگیری‌های میان خاندان‌های میناموتو و خاندان تایرا که برای چندین دهه به طول انجامید، یوریماسا ابتدا سعی داشت که جانبداری دور بماند و جانب هیچ‌کدام از دو طرف درگیری را نگیرد. اما وی در سال ۱۱۵۶ در شورش هوگن به نفع خاندان تایرا شرکت کرد و حتی برای مدتی نیز با تایرا نو کیوموری دوست بود. در طول شورش هیجی در سال ۱۱۶۰، وی به اندازه ای به نفع خاندان تایرا وارد عمل شد که اجازه داد آنها خاندان میناموتو را به مرز نابودی برسانند. با این حال، در سال ۱۱۷۹ زمانی که وی رسماً از خدمت نظامی در ارتش تایرا نو کیوموری بازنشسته شد، ذهنیت یوریماسا در مورد مخالفت با خاندان خود تغییر کرد. وی تبدیل به یک راهب بودایی شد. در ماه مه ۱۱۸۰، وی به دیگر رهبران خاندان میناموتو، و معابد و صومعه‌هایی پیغام فرستاد و از آنان درخواست که کیوموری را مجازات کنند. جنگ گنپی در سال ۱۱۸۰ با شورش شاهزاده موچی‌هیتو شروع شد. یوریماسا رهبری نیروهای میناموتو را برعهده گرفت و با راهبان جنگجوی معبد اونجو از بیودو-این دفاع می‌کرد. علی‌رغم اینکه راهبان پل‌های منجر به معبد را خراب کردند، خاندان تایرا موفق شد دفاع آنان را از بین ببرد و معبد را تصرف کند. یوریماسا پس از این شکست، در داخل معبد بیودو-این دست به خودکشی زد. خودکشی وی ممکن است اولین نمونه ثبت شده خودکشی یک سامورایی به میل خود به روش هاراکیری پس از شکست باشد، اگر چه میناموتو نو تامه‌تومو، رهبر خاندان میناموتو که در سال ۱۱۷۰، ده سال پیش از یوریماسا خودکشی اجباری کرد، ممکن است نخستین نمونه شمرده شود.
سر ارشد میناموتو نو یوریکانه و نوه او میناموتو نو یوریموچی بود.